# Messini
Messini (grec: Μεσσήνη) és una unitat municipal i capital del municipi del mateix nom, Messini, que pertany a la unitat perifèrica de Messènia, dins la regió del Peloponès, una de les 13 regions administratives en què està dividida Grècia.
A uns 15 km al nord de la ciutat de Messini hi ha les ruïnes de l'antiga Messene, amb la qual no s'ha de confondre, atès que no hi ha continuïtat poblacional amb l'antiga ciutat; en realitat, l'actual Messini es va formar a l'edat mitjana sota el nom de Nisí (grec: Νησί, en katharévussa Νησίον), i no va ser fins a 1867 que va adoptar el nom de l'antiga Messene, en un context històric de recuperació de la toponímia de la Grècia Clàssica per part de l'estat grec.

## Geografia
La ciutat de Messini té una superfície de 84,6 km², mentre que la comarca del mateix nom té 565.6 km². És la segona ciutat més gran de Messènia, després de Calamata, la capital, situada a 10 km a l'est. En la rodalia es troba la muntanya d'Itome, antigament també anomenada Vurcano. El centre de la ciutat és a 3 km de la costa, a l'anomenat Golf de Messene i està situada a la riba dreta del riu Pamisos. Per accedir a la ciutat es pot arribar per la carretera nacional 82, que enllaça Pilos, Calamata i Esparta. L'aeroport internacional de Calamata es troba a 2 km cap a l'est. A partir de 1892, Messini va tenir una estació de ferrocarril, una branca de la línia Corint–Calamata. L'estació es va tancar el 1976, però es va tornar a obrir el 2007 i es va tornar a tancar el 2011.

### Població
Segons el cens del 2011 la ciutat de Messini té 6.287, mentre que la comarca del mateix nom té 23.482 hab.
En l'estudi demogràfic dels darrers 40 anys es veu que les fluctuacions en la població no són significatives:
| Any del cens | hab. a la ciutat |
| ------------ | ---------------- |
| 1981         | 6.854            |
| 1991         | 6.453            |
| 2001         | 6.912            |
| 2011         | 6.287            |

### Administració

El dimos o àrea municipal, després de la nova organització.

Anteriorment a l'actual reorganització administrativa, la comarca de Messini tenia 14 divisions locals (topika diamerismata) i una població de 11041. L'any 2010 Messini va esdevenir comarca o àrea municipal administrativa, una de les sis que té Messènia. Aquesta àrea municipal ha absorbit set municipis que anteriorment eren administrativament independents i que ara són subdivisions administratives (dimotikes enotites) de la unitat municipal de Messini. La següent taula explica com està repartida la població per districtes administratius:
- Aipeia (1.884 habitants)
- Androusa (2.397)
- Aristomenis (2.459)
- Voufrades (1.051)
- Ithomi (1.879)
- Messini ciutat (9.889)
- Petalidi (3.217)
- Trikorfo (706)

La llei nº 2539 del 1997, anomenada Pla Kapodistrias, va ser substituïda el 2011 per una nova llei d'organització territorial. Amb el canvi, Messenia passava de ser un nomoi a contenir diverses unitats municipals i districtes municipals (topiko diamerisma). El dimos de Messini existia abans i després de la nova llei, però amb diferents components territorials. La unitat municipal de Messini conté les mateixes subdivisions que tenia l'anterior àrea municipal de Messini però les seves subdivisions són els districtes de la ciutat, que són els següents:
- Centre urbà de Messini (6,287 habitants)
- Avramiou (466)
- Analepsi (429)
- Velika (282)
- Karteroli (629)
- Lefkochora (201)
- Lykotrafos (240)
- Madena (109)
- Mavrommati Pamisou (452)
- Neochori (196)
- Pilalistra (181)
- Piperitsa (139)
- Spitali (120)
- Triodos (158)
- Horeftra (89)

### Província
Va existir una província amb el nom de Messini (en grec: Επαρχία Μεσσήνης), i era una de les províncies que formaven la Prefectura de Messènia. El seu territori correspon a l'actual àrea municipal de Messini (excepte les unitats municipals de Aipeia, Petalidi i Voufrades) a més de les unitats municipals d'Andania, Meligalas i Oichalia. Aquesta província fou abolida el 2006.

## Història
L'actual Messini va sorgir a l'edat mitjana com a assentament en una illa formada a la desembocadura del riu Pamisos, i que rebia el nom de Nesíon (grec: Νησίον, en demòtic Νησί, Nisí), que significa 'illeta' (νήσος 'illa'). De 1205 a 1432 va estar sota domini dels francs, dins de la província d'Acaia, que consistia en 40 poblacions de les regions de Messènia i l'Èlida. Els residents en aquell temps eren una barreja de grecs i eslaus cristians, fet que ha romàs reflectit en els topònims de les localitats veïnes. Després del 1432, quan va caure l'Imperi Romà d'Orient, va passar sota domini de l'Imperi Otomà i una part de la població era d'origen turc.
El 1867 el govern de Grècia en va canviar oficialment el nom, passant a dir-se Messini en referència a l'antiga Messene, situada uns 15 km al nord. L'editorial Baedeker del segle xix, especialitzada en guies de viatges, es va referir a aquesta ciutat amb l'expressió «Nisi, actualment amb el nom oficial de Messini» i aquesta referència es va emprar en moltes altres guies durant els inicis del segle xx.